# Solitude (stadion)
Solitude – stadion piłkarski w Belfaście, na którym swoje mecze rozgrywa zespół Cliftonville F.C. Na Solitude po raz pierwszy w historii meczów międzypaństwowych podyktowano rzut karny. Jest najstarszym stadionem w Irlandii Północnej.
Na obiekcie znajdują się trzy trybuny:
- Main Stand
- Cage End Stand
- Bowling Green End (dla kibiców drużyny gości)

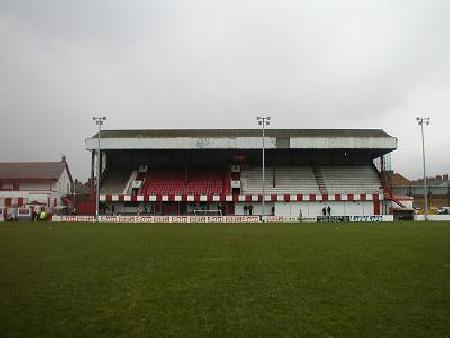
Main Stand
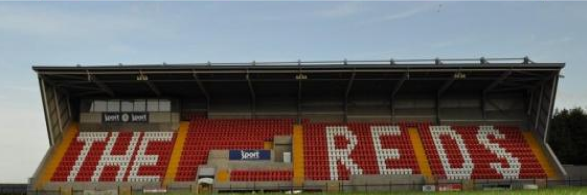
Cage End Stand
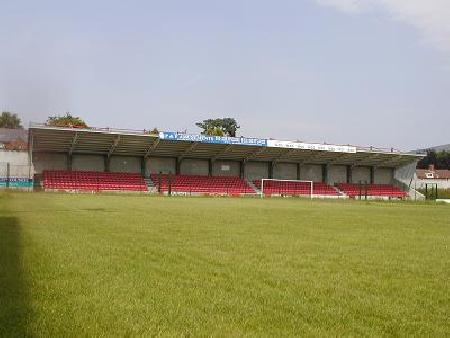
Bowling Green End